# Anthracotheriinae
Anthracotheriinae — це вимерла підродина антракотерій, яка включала північноамериканських і євразійських парнопалих від палеогену до раннього неогену. Група містила роди Anthracotherium, Heptacodon і Paenanthracotherium, а також, можливо, Myaingtherium і Siamotherium. Вони були антракотеріями від малих до великих розмірів, і в порівнянні з двома іншими підродинами, Microbunodontinae і Bothriodontinae, виявлено, що антракотеріїни займають примітивне, базальне положення в родині.